# Pyrausta auricinctalis
Pyrausta auricinctalis là một loài bướm đêm trong họ Crambidae.